# خالد العياري
خالد العياري (ولد في 17 كانون الثاني / يناير 1990) هو لاعب كرة قدم تونسي محترف الذي يلعب في مهاجم في نادي لوكوموتيف بلوفديف في الدوري البغاري الممتاز.

## روابط خارجية
- خالد العياري على موقع الاتحاد الدولي (مؤرشف)  (الإنجليزية)
- خالد العياري على موقع رابطة كرة القدم الفرنسية للمحترفين (الإنجليزية)
- خالد العياري على موقع قاعدة بيانات كرة القدم.إي يو (الإنجليزية)
- خالد العياري على موقع ليكيب (الفرنسية)
- خالد العياري على موقع Soccerway.com (الإنجليزية)
- خالد العياري على موقع عالم كرة القدم.نت (الإنجليزية)